# Садове (Ніжинський район)
Садо́ве —  село в Україні, в Ніжинському районі Чернігівської області. Населення становить 75 осіб. Входить до складу Лосинівської селищної громади.

## Історія
Відсутнє на мапі Шуберта 1869 року і на мапі РСЧА 1941 року. Ймовірно виникло після 1945 р.
12 червня 2020 року, відповідно до розпорядження Кабінету Міністрів України № 730-р «Про визначення адміністративних центрів та затвердження територій територіальних громад Чернігівської області», увійшло до складу Лосинівської селищної громади.
19 липня 2020 року, в результаті адміністративно-територіальної реформи та ліквідації Ніжинського(1923 - 2020) району, увійшло до складу новоутвореного Ніжинського району.